# Еник тип D1
Еник тип D1 (фр. Unic Type D1) је аутомобил произведен 1906. године од стране француског произвођача аутомобила Еник.